# Paul Rudolf Geipel

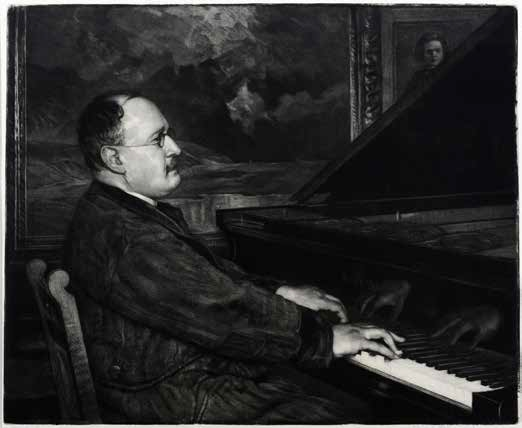
Porträt von Paul Geipel (Georg Jahn, 1914). Geipel nahm während seiner Studienzeit Klavierunterricht bei Frederic Lamond.

Paul Rudolf Geipel (* 6. Februar 1869 in Zwickau als Paul Rudolph Geipel; † 14. Oktober 1956 in Dresden) war ein deutscher Pathologe und mit Ludwig Aschoff der Erstbeschreiber des Aschoff-Knotens. Er betätigte sich auch als Sammler und Mäzen sowie Amateurfotograf.

## Herkunftsfamilie
Geipel stammte aus einer wohlhabenden, bürgerlichen Familie, die ursprünglich aus dem Vogtland kam. Seine Eltern waren Leander Geipel (1841–1905), praktischer Arzt sowie Stadtverordneter in Zwickau, und Johanne Fanny Schüffner († 1889), Tochter eines Kaminsetzers. Sie hatten drei weitere Kinder, Helene (1867–1945), Therese (1870–1920) sowie den späteren Geologen, Mineralogen und Bergingenieur Max Philipp Geipel (1871–1925). Die Kinder wuchsen in einem aufgeschlossenen Umfeld auf und wurden früh an die Naturwissenschaften herangeführt.
Paul Geipels Mutter starb mit 42 Jahren an einer Hirnhautentzündung. Sein Vater heiratete danach erneut und bekam eine weitere Tochter, Lina Louise Geipel (1892–1963). Diese ehelichte Ernst Otto Schimmel, Bürgermeister von Glauchau.

## Leben

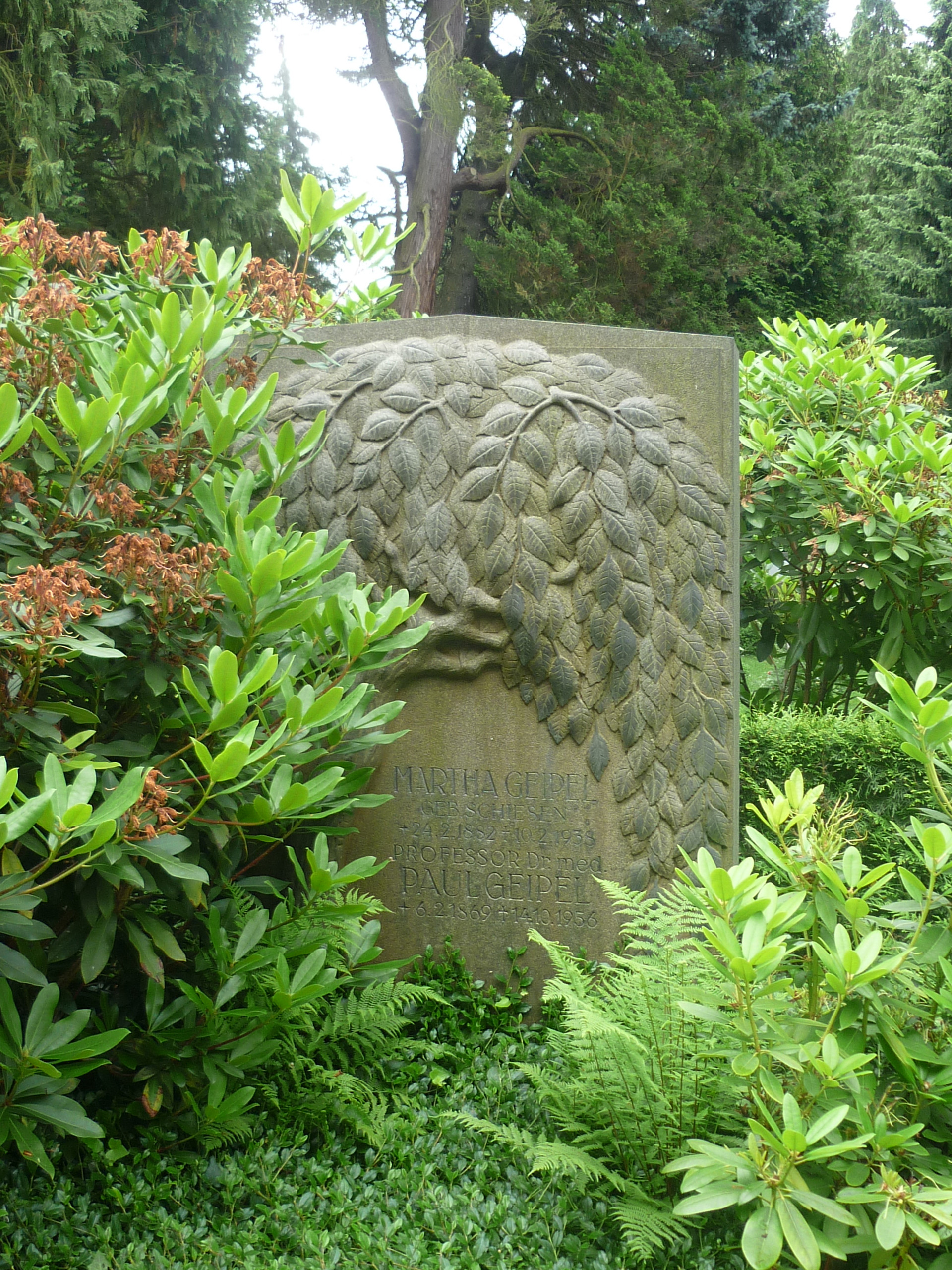
Grab von Paul Geipel auf dem Loschwitzer Friedhof

Nach dem Abitur an einem Gymnasium in Zwickau begann Geipel 1889 das Medizinstudium in Leipzig, das er 1895 beendete. Er wurde ein Jahr später zum Dr. med. promoviert. Zunächst begann er seine Ausbildung in Straßburg, kurze Zeit später setzte er als Assistent im Pathologisch-Anatomischen Institut des Stadtkrankenhauses Dresden-Friedrichstadt unter der Leitung von Georg Schmorl seine Ausbildung fort. Nach zwei Jahren wechselte er an das Bakteriologische Institut in Hamburg um anschließend im Pathologischen Institut von Gießen zu arbeiten.
Durch Vermittlung von Schmorl wurde der erst 33-jährige Geipel 1901 mit der Prosektur am Stadtkrankenhauses Dresden-Johannstadt betraut. Nach seiner Ernennung zum Professor 1911 arbeitete er als Prosektor bis zu seinem Ruhestand und der Schließung des Krankenhauses 1932.
Am 13. Dezember 1922 heiratete Paul Geipel in Dresden die geschiedene Martha Johanna Müller (1882–1938), geb. Schiesen, welche zwei Söhne aus erster Ehe mit dem Hoffotografen Ernst Josef W. Müller (1871–1940) hatte. Nach der Hochzeit zog er von einer Wohnung in der Dresdener Altstadt zu seiner Ehefrau in ein Landhaus im Vorort Loschwitz, wo er auch nach ihrem Tod weiterhin lebte.
Nach dem Zweiten Weltkrieg begann er in der Sächsischen Serumwerk AG als Leiter der histologischen Abteilung. Dort arbeitete er bis kurz vor seinem Tod.
Geipel starb 1956 im Krankenhaus von Dresden-Friedrichstadt und wurde auf dem Loschwitzer Friedhof begraben.

## Wissenschaftliches Werk
Geipel widmete sich der speziellen Pathologie, so beschrieb er den Situs inversus, die Transposition der großen Gefäße und Missbildungen der Trikuspidalklappe. Diese Missbildungen untersuchte er im Zusammenhang mit anderen Fehlbildungen wie Ösophagus-Tracheal-Fisteln oder kongenitale Herzfehler.
Auch untersuchte er die Tuberkulose der menschlichen Plazenta und die Säuglingstuberkulose.
Die nach heutigen Erkenntnissen Listeriose-Granulome der Plazenta deutete er ätiologisch als pseudotuberkulöse Granulome luetischen Ursprungs.
Weltbekannt wurde er durch seine von Ludwig Aschoff unabhängigen Beschreibung der histiozytären Knötchen nach rheumatischer Myokarditis. Diese Knötchen werden heute deshalb auch als Aschoff-Geipel-Knoten bezeichnet.

## Sammlung
Geipel war vielseitig interessiert und begann 1906, sich als Sammler in den Bereichen Malerei, Grafik, Fotografie, Plastik, Mineralogie und Paläobotanik zu betätigen. Nachdem er 1911 mit Antritt seiner Professur eine geräumige Etagenwohnung in der Dresdener Altstadt bezogen hatte, verstärkte er den Erwerb von Kunstgegenständen wie Gemälden und Skulpturen. Er sammelte zunächst vor allem Bilder von Künstlern aus der Region, die er teilweise auch persönlich kannte, oft Landschaften (u. a. von Georg Müller-Breslau, Eugen Bracht). Mitte der 1920er Jahre begann Geipel mit dem systematischen Aufbau einer Sammlung Alter Grafik aus dem 15. bis 18. Jahrhundert (u. a. Albrecht Dürer, Lucas Cranach der Ältere). Aber auch Werke aus den späteren Jahrhunderten („Neue Grafik“) erwarb er. Geipel erweiterte zeitlebens seine Sammlungen, auch während der Kriegs- und Nachkriegszeit. Dank seines Umzugs nach Loschwitz blieben sie trotz der Luftangriffe auf Dresden erhalten.
Nachdem 1940 im Schloss Hinterglauchau ein kommunales Museum mit der Möglichkeit für Dauerausstellungen eingerichtet worden war, entschloss sich Geipel, welcher über seine Schwester Lina Louise Kontakte zu Glauchau hatte, der Stadt einen großen Teil seiner Sammlungen zu überlassen. Zu diesem Zweck wurde die „Prof.-Dr.-Paul-Geipel-Stiftung“ eingerichtet. Von 1943 bis 1956/1957 übergab er im Zuge mehrerer Schenkungen insgesamt 150 Gemälde, 6.500 Druckgrafiken und Handzeichnungen, ca. 350 Plastiken und Kleinreliefs, 50 kunsthandwerkliche Objekte, eine fotografische Sammlung, eine Gelehrtenbibliothek und etwa 2.300 Mineralien an das Museum. Auch Geipels Sammlung von ca. 180 Kieselhölzern (hauptsächlich aus Chemnitz) kam über Umwege nach Glauchau. Des Weiteren gingen ca. 400 Bronzen und Bildschnitzwerke sowie 22 Gemälde 1957 an das Museum der bildenden Künste in Leipzig. Diese Schenkungen werden zu den bedeutendsten im Osten Deutschlands gezählt.

## NS-Raubkunst
Im Mai 2024 sind aus der Sammlung der Stadt Glauchau drei chinesische Porzellanvasen als Raubkunst aus der Ära des Kaisers Kangxi an Erben des jüdischen Industriellen Ottmar Edwin Strauß zurückgegeben worden. Geipel hatte diese während der Zeit des Nationalsozialismus weit unter ihrem eigentlichen Wert im Kunsthandel erworben. Das Museum hatte die Vasen als Verdachtsfall eingestuft und deren Herkunft mit Unterstützung durch das Deutsche Zentrum Kulturgutverluste wissenschaftlich untersuchen lassen.

## Fotografien
Seit Geipel in Dresden wohnte, war er auch als Amateurfotograf tätig. Als Motiv wählte er vor allem Landschaften und Naturstudien. Von ihm sind Aufnahmen aus den Jahren 1901 und 1944 erhalten, wobei ein großer Teil bis 1930 auf seinen Ausflügen in die Alpen, Sächsische Schweiz, Erzgebirge, Riesengebirge und Böhmerwald entstand. Mit den Fotografien Rauhfrost auf dem Fichtelberg und Motiv vom Grödener Joch beteiligte er sich 1909 an der Internationalen Photographischen Ausstellung in Dresden. Ein Teil seines fotografischen Nachlasses (313 Glasnegative) befindet sich seit 1958 in der Sammlung der Deutschen Fotothek, der übrige umfangreichere Teil im Museum und Kunstsammlungen Schloss Hinterglauchau in Glauchau.

## Ehrung
Paul Rudolf Geipel wurde 1954 als Hervorragender Wissenschaftler des Volkes geehrt. Er war Domherr des Doms zu Wurzen. Für die umfangreiche Umgestaltung des Dom-Innenraumes 1931/1932 wurde der Bildhauer Georg Wrba gewonnen. Dieser schuf einen Zyklus spätexpressionistischer Bildwerke aus Bronzeguss, die bis heute die Ausstattung des Doms dominieren, darunter auch die bronzene Kanzel: Die Apostelköpfe an der Basis des Kanzelkorbes tragen die Gesichtszüge der damaligen Domherren – so auch die Geipels.
Geipel wurde 1950 zum Ehrenbürger der Stadt Glauchau ernannt. Die dortige Paul-Geipel-Straße erinnert an ihn. 2019 veranstaltete das Museum und die Kunstsammlung Schloss Hinterglauchau anlässlich seines 150. Geburtstags die Sonderausstellung „Nur das Beste!“.